# Dystypoptila
Dystypoptila är ett släkte av fjärilar. Dystypoptila ingår i familjen mätare.
Kladogram enligt Catalogue of Life:
| Dystypoptila | \| \| Dystypoptila hebes \| \| \| \| \| \| Dystypoptila triangularis \| \| \| \| |
|              | \| \| Dystypoptila hebes \| \| \| \| \| \| Dystypoptila triangularis \| \| \| \| |
|              | Dystypoptila hebes                                                               |
|              |                                                                                  |
|              | Dystypoptila triangularis                                                        |
|              |                                                                                  |